# Zenillia carceliaeformis
Zenillia carceliaeformis là một loài ruồi trong họ Tachinidae.